# Marcin Kaczocha
Marcin Kaczocha (ur. 22 września 1977) – polski lekkoatleta specjalizujący się w skoku wzwyż.
Absolwent AWFiS Gdańsk, trener II klasy.

## Sukcesy sportowe
| Rok  | Miasto    | Zawody                              | Konkurencja | Wynik         |
| ---- | --------- | ----------------------------------- | ----------- | ------------- |
| 1997 | Bydgoszcz | Mistrzostwa Polski                  | skok wzwyż  | brązowy medal |
| 1997 | Turku     | Młodzieżowe mistrzostwa Europy      | skok wzwyż  | brązowy medal |
| 1998 | Spała     | Halowe mistrzostwa Polski           | skok wzwyż  | srebrny medal |
| 2001 | Spała     | Halowe mistrzostwa Polski           | skok wzwyż  | srebrny medal |
| 2001 | Bydgoszcz | Mistrzostwa Polski                  | skok wzwyż  | brązowy medal |
| 2002 | Spała     | Halowe mistrzostwa Polski           | skok wzwyż  | złoty medal   |
| 2002 | Szczecin  | Mistrzostwa Polski                  | skok wzwyż  | brązowy medal |
| 2014 | Budapeszt | Halowe mistrzostwa świata weteranów | skok wzwyż  | srebrny medal |

## Rekordy życiowe
- skok wzwyż (stadion) – 2,24 – Turku 13/07/1997
- skok wzwyż (hala) – 2,25 – Brno 31/01/1998